# Borówczane Skały (Riesengebirge)
Borówczane Skały (deutsch Bräuerhansens Steine) ist die polnische Bezeichnung einer Felsformation aus Granit im westlichen Teil des Schlesischen Kamms des Riesengebirges in Polen.

## Lage
Die Bräuerhausens Steine bestehen aus einer großen Gruppe einzelner, bis zu 12 Meter hohen Granitfelsen. Sie befinden sich auf der Hangleiste am Nordhang des Veilchensteins (polnisch Łabski Szczyt, tschechisch Violík – 1472 m) auf einer Höhe von 1000 bis 1050 Metern über dem Meer und erstrecken sich über eine Länge von ca. 300 bis 400 Metern.

## Entstehung
Die Felsen sind, wie auch die Felsmauer, die den Gipfel des Veilchensteins bildet, ein typisches Beispiel für ein sogenanntes Frostkliff. Es entsteht durch die zunehmende Frostverwitterung am Rand eines Kars bzw. dessen Vorstadium, der Nivationsnische, wie hier, oberhalb des Reifträgerlochs (Kocioł Szrenicki). Sie tragen wie alle Granitaufschlüsse im Riesengebirge ausgeprägte Spuren der sogenannten Wollsackverwitterung, welche hauptsächlich für die stark abgerundeten Ecken und Kanten der einzelnen Felsblöcke verantwortlich ist.

## Namen
Der polnische Namen bezieht sich auf die Heidelbeeren, die üppig zwischen den Felsblöcken wuchern. Beim deutschen Ausdruck ist es schwieriger. Auf zwei Karten der Meinhold Verlagsgesellschaft aus dem Jahr 1940 ist die abweichende Schreibweise „Bräuerhausens Steine“
zu finden. Dies scheint jedoch ein Fehler zu sein, denn beide Buchstaben lassen sich in der Sütterlinschrift nur schwer unterscheiden. Auf älteren Karten, die das Riesengebirge oder die Umgebung von Schreiberhau zeigen, wird anstelle eines „u“ ein „n“ verwendet.

## Tourismus und Naturschutz
Szklarska Poręba (Schreiberhau) ist etwas mehr als 3 km Luftlinie entfernt. Von dort kommend führt ein gelb markierter Wanderweg in der Nähe vorbei. Doch das Gebiet selbst ist touristisch nicht erschlossen, kein Weg führt hierher. Zwischen den Steinen haben viele Vögel ihre Brutplätze und an den Felsen wachsen seltene Flechten. Obwohl außerhalb des Nationalparks Karkonoski Park Narodowy (KPN) gelegen, erreicht die Parkverwaltung, die auch für diese als Natura 2000-Schutzgebiet ausgewiesene Pufferzone zuständig ist, auf diesem Weg zumindest eine teilweise Begrenzung des zunehmenden „Naturverbrauchs“ durch den Tourismus. Sportkletterer haben die Felstürme aber bereits für sich entdeckt.
Ganz in der Nähe, etwa 800 Meter südwestlich, liegen die Kukułcze Skały (Kuckuckssteine) direkt am Wanderweg mit der gelben Markierung. Dem Weg folgend ist es nur ein halber Kilometer bis zur „Schronisko PTTK Pod Łabskim Szczytem“ (Alte Schlesische Baude).
Von hier gehen verschiedene Wege bergauf zum rot markierten Sudeten-Hauptwanderweg. Der steile Weg im Süden windet sich in Kehren hinauf zur Wegkreuzung „Česká budka“. In südwestlicher Richtung geht es zum ca. 1,7 km entfernten „Mokra Przelecz“ (Nassen Sattel – 1288 m) und den Felsformationen Twarożnik (Quarksteine) und Trzy Świnki (Sausteine). Südöstlich führt ein Weg unterhalb des Veilchensteins zur Rübezahlkanzel (Czarcia Ambona – 1497 m), in wenig mehr als 2,1 km Entfernung oberhalb der Śnieżne Kotły (Schneegruben).